# 괴담 신미미부쿠로 - 유령 맨션
괴담 신미미부쿠로 - 유령 맨션(怪談新耳袋 劇場版 幽靈マンション, Tales Of Terror: Haunted Apartment)은 일본에서 제작된 요시다 아키오 감독의 2005년 공포 영화이다. 후키코시 미츠루 등이 주연으로 출연하였고 야마구치 유키히코 등이 제작에 참여하였다.

## 출연

### 주연
- 후키코시 미츠루
- 호소다 요시히코

### 조연
- 이사야마 히로코
- 쿠로카와 메이
- 마에다 아야카
- 네기시 토시에
- 사사키 스미에
- 히데키 손
- 타키자와 료코

## 제작진
- 원작자: 키하라 히로카츠
- 원작자: 나카야마 이치로